# Filipínština
Filipínština je jeden ze dvou úředních jazyků Filipín (druhým je angličtina), založený na jazyku tagalog s příměsí slov pocházejících z jiných filipínských jazyků. Náleží do západní větve rodiny malajsko-polynéských jazyků. Je to mateřský jazyk značné části obyvatel centrálních regionů Filipín, jako mateřský jazyk ho užívá kolem 25 milionů lidí.

## Příklady

### Číslovky
| Filipínsky | Česky |
| isa        | jeden |
| dalawa     | dva   |
| tatio      | tři   |
| apat       | čtyři |
| lima       | pět   |
| anim       | šest  |
| pito       | sedm  |
| walo       | osm   |
| siyam      | devět |
| sampu      | deset |

## Vzorový text
Otče náš (modlitba Páně):
Ama Namin, sumasalangit ka.
Sambahin ang ngalan mo.
Mapasaamin ang kaharian mo.
Sundin ang loob mo dito sa lupa
para nang sa langit.
Bigyan mo kami ngayon
ng aming kakanin sa araw-araw,
At patawarin mo kami sa aming
mga sala, para nang pagpapatawad
namin sa nagkakasala sa amin.
At huwag mo kaming ipahintulot
sa tukso, at iadya mo kami
sa lahat ng masama. Amen.

### Všeobecná deklarace lidských práv
| filipínsky | Ang lahat ng tao'y isinilang na malaya at pantay-pantay sa karangalan at mga karapatan. Sila'y pinagkalooban ng katwiran at budhi at dapat magpalagayan ang isa't isa sa diwa ng pagkakapatiran. |
| česky      | Všichni lidé se rodí svobodní a sobě rovní co do důstojnosti a práv. Jsou nadáni rozumem a svědomím a mají spolu jednat v duchu bratrství.                                                       |